# Admetos của Ipiros
Admetos (tiếng Hy Lạp: Αδμητος, trước năm 470-430 TCN) là một vị vua Hy Lạp của người Molossos vào thời điểm khi mà Themistocles (524–459 TCN) là một nhà cầm quyền có ảnh hưởng của Athens. Khi Themistocles đang nắm quyền kiểm soát Athens, Admetos đã chống lại ông ta nhưng không có bất cứ sự thù oán nào.
Sau này Themistocles, khi đang chạy trốn khỏi các chỉ huy Athen những người được lệnh bắt giữ ông ta khi ông ta bị buộc tội là một thành viên tham dự vào sự mưu phản của Pausanias, đã nhận ra rằng mình không thể lưu lại ở Corcyra. Vì thế Themistocles đã đi tới Ipiros và nhận thấy rằng hi vọng về nơi trú ẩn duy nhất của mình đó chính là ngôi nhà của Admetos. Do Admetos đi vắng, nữ hoàng của Admetos, Phthia, đã chào đón Themistocles. Khi quay trở về Ipiros, Admetos đã cam kết với Themistocles về sự bảo vệ của mình.
Theo Plutarch, Admetos đã phớt lờ mọi điều mà các đại biểu người Athen và Lacedaemon,những người tới Ipiros ngay sau đó, có thể nói; và sau đó Admetos đã sắp xếp để cho Themistocles được đưa tới Pydna an toàn trên con đường tới triều đình Ba Tư.